# Eney
Eney (em ucraniano: Еней) foi uma banda de rock formada em Kiev em 1960 e activa na União Soviética nas décadas de 1960 e 1970. O grupo leva o nome de Eneias, personagem importante da obra literária de Ivan Kotlyarevski.